# Turkse chick
Turkse chick is een Nederlandse korte film van Lodewijk Crijns uit 2006.

## Verhaal
Wanneer Fokko op zijn skateboard over de stoep rijdt, ziet hij een Turks moslimmeisje. Hij is onder de indruk van haar en kijkt haar na, waardoor hij tegen een bloembak knalt. Als hij later met zijn vrienden aan het skaten is en haar weer ziet, vertellen zij hem dat hij geen kans maakt, omdat ze islamitisch is en haar broers wraak zullen nemen als hij haar aanraakt. Wederom gaat hij onderuit met zijn skateboard. Dilara neemt hem mee "om hem te troosten". Op een rustig plekje bij een boom blijkt wat dat inhoudt: hij mag haar hoofddoek afnemen en haar jurk uittrekken en haar op zijn hondjes nemen. Dan komen echter Dilara's broers eraan met wapens. Een van de broers heeft explosieven met een tijdbom om zijn middel en grijpt Fokko vast, in afwachting van de ontploffing. Dan blijkt dat Fokko nog bewusteloos op de grond ligt na de valpartij met het skateboard. Het tijdmechanisme telt af tot -1 en dan ontploffen de explosieven.

## Achtergrond
In de film worden onderwerpen als blingbling, eerwraak en moslimextremisme op de hak genomen. De boodschap van de film wordt letterlijk door een van Fokko's vrienden verwoord: "Als zo'n jongen iets met onze meisjes wil, dan moet dat allemaal maar kunnen, maar als wij met hun meisjes zouden willen dan kan dat fokking niet. Eigenlijk zijn wij de tweederangs burgers." "Dat is hypocriet en onrechtvaardig," aldus regisseur Lodewijk Crijns.
Yolanthe Cabau van Kasbergen is achteraf niet blij met haar rol in de film, die overal op internet opduikt. Bij monde van haar woordvoerster Arlette Lerby liet zij optekenen: "Je doet soms dingen waar je later anders tegenaan kijkt. Je ontwikkelt je."

## Rolverdeling
- Fokko – Julian Wolf
- Dilara – Yolanthe Cabau van Kasbergen

Skaters / vrienden van Fokko:
- Luigi Jansen
- Urvin Elshot

Broers van Dilara:
- Alkan – Ahmet Yakici
- Berkan – Khaled Madad
- Erkan – Serkan Dasar
- Furkan – Mokhtar Lachgar

## Medewerkers
- Regie – Lodewijk Crijns
- Scenario – Lodewijk Crijns
- Cinematografie – Menno Westendorp
- Productie – Jeroen Beker, Frans van Gestel
- Productiecoördinatie – Laurette Schillings
- Productiemanagement – Joris van Seggelen
- Montage – Marco Vermaas
- Geluid – Jos ten Klooster, Marco Vermaas
- Kledingontwerp – Ingrid Heijne, Marian van Nieuwenhuyzen
- Muziek – Bart van de Lisdonk
- Casting – Rebecca van Unen